# UnrealScript
UnrealScript (spesso abbreviato UScript) è un linguaggio di scripting di Unreal Engine utilizzato per la scrittura di codice per videogiochi.
UnrealScript si ispira nei principi di base al linguaggio Java: è infatti un linguaggio orientato agli oggetti. Come in Java, UnrealScript non supporta l'ereditarietà multipla, le classi ereditano tutte da una classe comune Object e sono definite in file individuali aventi lo stesso nome della classe corrispondente. Al contrario di Java, però, UnrealScript è case insensitive e non fornisce wrapper per i tipi primitivi. Le interfacce sono supportate solo nell'Unreal Engine di terza generazione e alcuni giochi per Unreal Engine 2. UnrealScript supporta l'overloading degli operatori, ma non quello dei metodi, ad eccezione per i parametri opzionali.
Semplificando il processo di modifica di un gioco, UnrealScript ha permesso la crescita di una grande comunità di internauti devoti alla modifica di Unreal, garantendo a tale gioco una grande longevità e fornendo un incentivo per nuovi sviluppi.

## Caratteristiche
La sintassi di UnrealScript è molto simile a quella del C++ e di Java.
Il seguente è un classico esempio hello world utilizzando la sintassi di UnrealScript.
```
class
 
HelloWorld
 
extends
 
Mutator
;

event
 
PreBeginPlay
()

{

    
log
(
 
"Hello, world"
 
);

}

```